# Gymnoscelis acidna
Spiralisigna acidna là một loài bướm đêm trong họ Geometridae.